# Brednäsor
Gruppen brednäsor (Platyrrhini) är en delordning av primater som lever i nya världen. Däremot förekommer delordningen smalnäsor, med undantag för de människor som koloniserat nya världen, bara i gamla världen.

## Utbredning och habitat
Delordningens utbredningsområde sträcker sig från södra Mexiko till norra Argentina. Tidigare fanns primater på några öar i Karibiska havet men idag är dessa arter utdöda. Det största antalet arter förekommer i norra och centrala Sydamerika, främst i Amazonområdet. Habitatet utgörs uteslutande av skog.

## Kännetecken
Primater i denna delordning har näsborrar som visar åt sidan. Mellan arterna finns tydliga skillnader i storlek och vikt. Till exempel väger arten Cebuella pygmaea bara 100 gram och individer i släktet vrålapor väger mer än 10 kilogram. Vanligen är de bakre extremiteterna lite längre än de främre. Hos de flesta arterna är tummen inte motsättlig till de andra tårna (undantag cebusliknande brednäsor).
Många arter har en lång gripsvans. Bara hos släktet kortsvansapor är svansen med 15 cm längd tydlig kortare.
I motsats till smalnäsor är deras hörselgång inte byggd av benvävnad. De har även tre premolara tänder medan smalnäsor bara har två. De flesta arter har tre molara tänder, bara hos flera arter i familjen kloapor är antalet molarer reducerade. På så sätt är tandformeln I 2/2 C 1/1 P 3/3 M 2-3/2-3, alltså 32 eller 36 tänder.

## Levnadssätt
Alla brednäsor lever i träd och är, med undantag av familjen nattapor, aktiva under dagen.
Brednäsornas sociala beteende är mycket variabelt. Det finns arter som lever i monogama familjegrupper (nattapor, springapor), arter med komplexa flockar med många hannar och honor, arter där honan är dominant (dödskalleapor) och arter där en enda hona lever med många hannar (kloapor).
Födovalet är inte heller enhetligt, de större arterna äter ofta bara växtdelar, de mindre arterna har även insekter och andra smådjur som föda.

## Systematik och evolution
I systematiken är brednäsor systergruppen till smalnäsorna. Hur deras förfäder kom till Amerika är inte helt utrett. Det antas till exempel att de flyttade över den vid denna tid smalare Atlanten med hjälp av flytande öar som lossade från mangroveskogar. Denna händelse ägde troligen rum under tidig oligocen. Det äldsta kända fossilet är cirka 26 miljoner år gammal och fick det vetenskapliga namnet Branisella.
Tidigare delades gruppen i två familjer kloapor (Callitrichidae) och "icke-kloapor" (Cebidae) men det visade sig att klassificeringen var felaktig. Några medlemmar av den andra gruppen är närmare släkt med kloapor än med andra arter av "icke-kloapor".
Idag delas delordningen brednäsor i fem familjer:
- kloapor (Callitrichidae) tillhör de mindre primaterna.
- cebusliknande brednäsor (Cebidae) bildas av två släkten: kapuciner och dödskalleapor.
- nattapor (Aotidae) är den enda grupp i underordningen Haplorhini som är aktiv under natten.
- familjen Atelidae kännetecknas av en gripsvans. Till denna familj hör släktet vrålapor.
- familjen Pitheciidae består av fyra släkten med tillsammans 35 arter.

De utdöda släkten Paralouatta och Antillothrix listades 1999 i infraordningen men familjetillhörigheten är omstridd.